# Данен
Данен (фр. Denain) насеље је и општина у североисточној Француској у региону Север-Па д Кале, у департману Север која припада префектури Валансјен.
По подацима из 1999. године у општини је живело 20 360 становника, а густина насељености је износила 1767 становника/km². Општина се простире на површини од 11,52 km². Налази се на средњој надморској висини од 33 m (максималној 115 m, а минималној 26 m).

## Демографија
| 1962.  | 1968.  | 1975.  | 1982.  | 1990.  | 1999.  | 2011.  |
| ------ | ------ | ------ | ------ | ------ | ------ | ------ |
| 26 479 | 27 973 | 26 204 | 21 825 | 19 544 | 20 360 | 20.370 |

График промене броја становника у току последњих година

## Партнерски градови
- Mettet